# Johann Bohle
Johann Peter Bohle (* 29. November 1896 in Dornbirn; † 20. März 1970 in Frastanz) war ein österreichischer Politiker und Pfarrer. Er war von 1934 bis 1938 Abgeordneter zum Vorarlberger Landtag. 

## Ausbildung und Beruf
Bohle besuchte zunächst die Volksschule in seiner Geburtsstadt  Dornbirn und absolvierte danach von 1908 bis 1914 das Gymnasium Vinzentinum in Brixen. Er wechselte 1914 an das Gymnasium in Bregenz (heute Bundesgymnasium Blumenstraße) und legte hier 1915 die Matura ab. Zwischen den Jahren 1915 und 1918 diente Bohle als Leutnant beim ersten Kaiserschützenregiment in der Gebirgsinfanterie in Südtirol.
Nach dem Ende des Krieges studierte Bohle ab 1918 Theologie an der Universität Innsbruck, wobei er sein Studium 1922 abschloss. 1927 promovierte er zum Doktor der Theologie (Dr. theol.). Bohle empfing am 9. April 1922 die Priesterweihe und arbeitete von 1923 bis 1927 als Frühmesser in der Vorarlberger Gemeinde St. Gallenkirch. Danach wirkte er von 1927 bis 1939 als Frühmesser in Götzis. Zuletzt war Bohle ab 1939 als Pfarrer in Frastanz tätig, wo er bis zu seinem Tod arbeitete. Er war zudem auch als Landesjugendseelsorger aktiv. Bohle wurde zum Geistlichen Rat ernannt. 

## Politik und Funktionen
Bohle wurde während seines Studiums Mitglied der Cartellverband-Verbindung Austria Innsbruck. Er war Mitglied des Diözesankirchenrates in Innsbruck und Gründer der Kolpingfamilie von Götzis. Er wurde 1934 als Standesvertreter der gesetzlich anerkannten Kirchen- und Religionsgesellschaften vom Vorarlberger Landeshauptmann zum Mitglied des Ständischen Landtags berufen und gehörte in der Folge während der Zeit des Ständestaates bzw. des Austrofaschismus vom 14. November 1934 bis zum Anschluss Österreichs am 12. März 1938 dem Landtag an. Nach der Machtübernahme der Nationalsozialisten in Österreich wurde Bohle 1939 zum Vertreter (Liquidator) aller katholischen Vereine Vorarlbergs bestimmt.

## Privates
Johann Bohle wurde als Sohn des Dornbirner Fabrikarbeiters Johann Peter Bohle (1852–1916) und dessen Gattin Barbara Rusch (1873–1953) geboren.